# NGC 6033
NGC 6033 ist eine 14,6 mag helle Spiralgalaxie vom Hubble-Typ Sbc im Sternbild Schlange und etwa 417 Millionen Lichtjahre von der Milchstraße entfernt.
Sie wurde am 23. Juli 1864 von Albert Marth entdeckt.